# Kaj Munk (dokumentarfilm)
 For alternative betydninger, se Kaj Munk (flertydig). (Se også artikler, som begynder med Kaj Munk)
Kaj Munk er en dansk dokumentarfilm fra 1945.

## Handling
Denne artikel mangler et handlingsreferat. Hjælp os med at skrive det.